# Travel Channel

Az adó korábbi logója.

Az adó jelenlegi, más országokban meglévő logója.

A Travel Channel utazással foglalkozó televízióadó. 1994. október 4-én indult az Egyesült Királyságban. A székhelye Londonban van. A nap 24 órájában 19 európai országban elérhető, köztük hazánkban is. Ezen kívül a Közel-Keleten, Afrikában és Ázsia Csendes-óceáni térségében is fogható.
Magyarországon a csatorna hangja 2008-tól 2011-ig Bozsó Péter, 2011-től 2016-ig Endrédi Máté, 2016-tól 2020. novemberéig Seszták Szabolcs, az Animax, és a kisvárdai Friss FM, hangja is volt, jelenlegi csatornahangja Kisfalusi Lehel.
2013. március 25-én arculatot váltott. A csatorna 2017. június 1. óta magyar reklámokat is sugároz, reklámidejét az Atmedia értékesíti.
A csatorna 2008. január 1. óta 24 órás, régebben 18 órás volt a műsortartama (mivel hajnali 2 órától reggel 8 óráig az osztott csatornán a Private Gold nevű erotikus csatorna volt látható)
2018-ban Amerikában, és később számos más országban is logót és arculatot váltott, míg Magyarországon a mai napig a korábbi változatot használja.
2020. december 29-én közölték a UPC Direct-nél (jelenleg: Direct One), hogy 2021. január 4-én (a csatornakínálat megújulásával egyidőben) a Travel Channel helyét az angol nyelven elérhető Travelxp csatorna HD verziója veszi át azóta a 71-es programhelyen.

## Műsorok
- 360°-os utazás
- A "Kalandvágy" fedélzetén
- A Dél-Kínai-tengeren
- A Föld folyói
- A japán Universal Studios belülről
- A sportok bolygója
- A vadvilág legszebb szigetei Ausztráliában
- A világ legizgalmasabb motoros túrái
- A Walt Disney Studios belülről
- Az amerikai polgárháború nyomában
- Az élet egy utazás
- Az elítéltek szigetének története
- Az északi fény felé hajózva
- Az etikus hedonista
- Az ókori Kína titkai
- Bangkok titkai
- Bolygónk étkei
- Csúcs utazások
- Dél-Afrika ízei
- Drágakővadászat
- Egy séf idegenben
- Ez egy női világ
- Farkastörvény
- Gasztroturista
- Gondolkodj zölden
- Görög ízek
- Hamarosan megnyílik
- Harmadosztályon
- India kora
- Irány dél!
- Látványos vasútvonalak
- Luxus vonatutazások Indiában
- Luxusutazások
- Menjünk szafarira!
- Mexikó ízei
- Népek konyhája
- Peru ízei
- Rajasthan - Színpompás örökség
- Skócia ízei
- Sophie Grigson a Hazai Megyékben
- Sophie Grigson a Napkeleten
- Sophie Grigson a piacon
- Spanyol ízek
- Szellem a palackban
- Tavasz
- Telhetetlenek
- Tengerek népe
- Tokió titkai
- Trabant túra
- Utazások a Földgolyón
- Vadkemping
- Vakmerő utakon
- Valóban
- Világturista
- Vonatozás Svájcban